# Qahvaj
Qahvaj (persiska: قهوج, غَهُّج, قَهوِج) är en ort i Iran.   Den ligger i provinsen Qazvin, i den nordvästra delen av landet, 200 km väster om huvudstaden Teheran. Qahvaj ligger 2 062 meter över havet och antalet invånare är 849.
Terrängen runt Qahvaj är huvudsakligen kuperad, men den allra närmaste omgivningen är platt. Qahvaj ligger nere i en dal.Runt Qahvaj är det ganska glesbefolkat, med 47 invånare per kvadratkilometer. Närmaste större samhälle är Āvaj, 7,2 km nordväst om Qahvaj. Trakten runt Qahvaj består i huvudsak av gräsmarker.